# Aniceto Utset
Aniceto Utset (Tarrasa, 17 de enero de 1932 - 18 de noviembre de 1998) fue un ciclista español que fue profesional entre 1956 y 1961. Durante su carrera deportiva consiguió 4 victorias, entre les que destaca la Volta a Cataluña de 1956.

## Palmarés
1954
- Trofeo Jaumendreu

1956
- Volta a Cataluña

1958
- Campeón de España por Regiones

1959
- 1 etapa a la Vuelta a Andalucía

1961
- 1 etapa a la Vuelta a Andalucía
- Campeón de España por Regiones

### Resultados a la Volta a España
- 1958. 35º de la clasificación general
- 1961. 41.º de la clasificación general

### Resultados en el Tour de Francia
- 1959. Abandona (15.ª etapa)